# Cliffsend
Cliffsend is een civil parish in het bestuurlijke gebied Thanet, in het Engelse graafschap Kent.
In Cliffsend ligt een vikinglangschip, Hugin. Het is gebouwd in Denemarken in 1949 en voer naar Thanet dat jaar.